# Бацьковиці
Бацьковіце (пол. Baćkowice) — село в Польщі, у гміні Бацьковиці Опатовського повіту Свентокшиського воєводства.
Населення — 528 осіб (2011).
У 1975-1998 роках село належало до Тарнобжезького воєводства.

## Демографія
Демографічна структура на день 31 березня 2011 року:
|          | Загалом | Допрацездатний вік | Працездатний вік | Постпрацездатний вік |
| -------- | ------- | ------------------ | ---------------- | -------------------- |
| Чоловіки | 262     | 49                 | 183              | 30                   |
| Жінки    | 266     | 53                 | 153              | 60                   |
| Разом    | 528     | 102                | 336              | 90                   |